# اوگچیکا هیل
اوگچیکا هیل (انگلیسی: Ogechika Heil؛ زادهٔ ۲۷ نوامبر ۲۰۰۰) بازیکن فوتبال اهل آلمان است.
از باشگاه‌هایی که در آن بازی کرده‌است می‌توان به باشگاه فوتبال هامبورگ اشاره کرد.